# Jugendsinfonieorchester Braunschweig

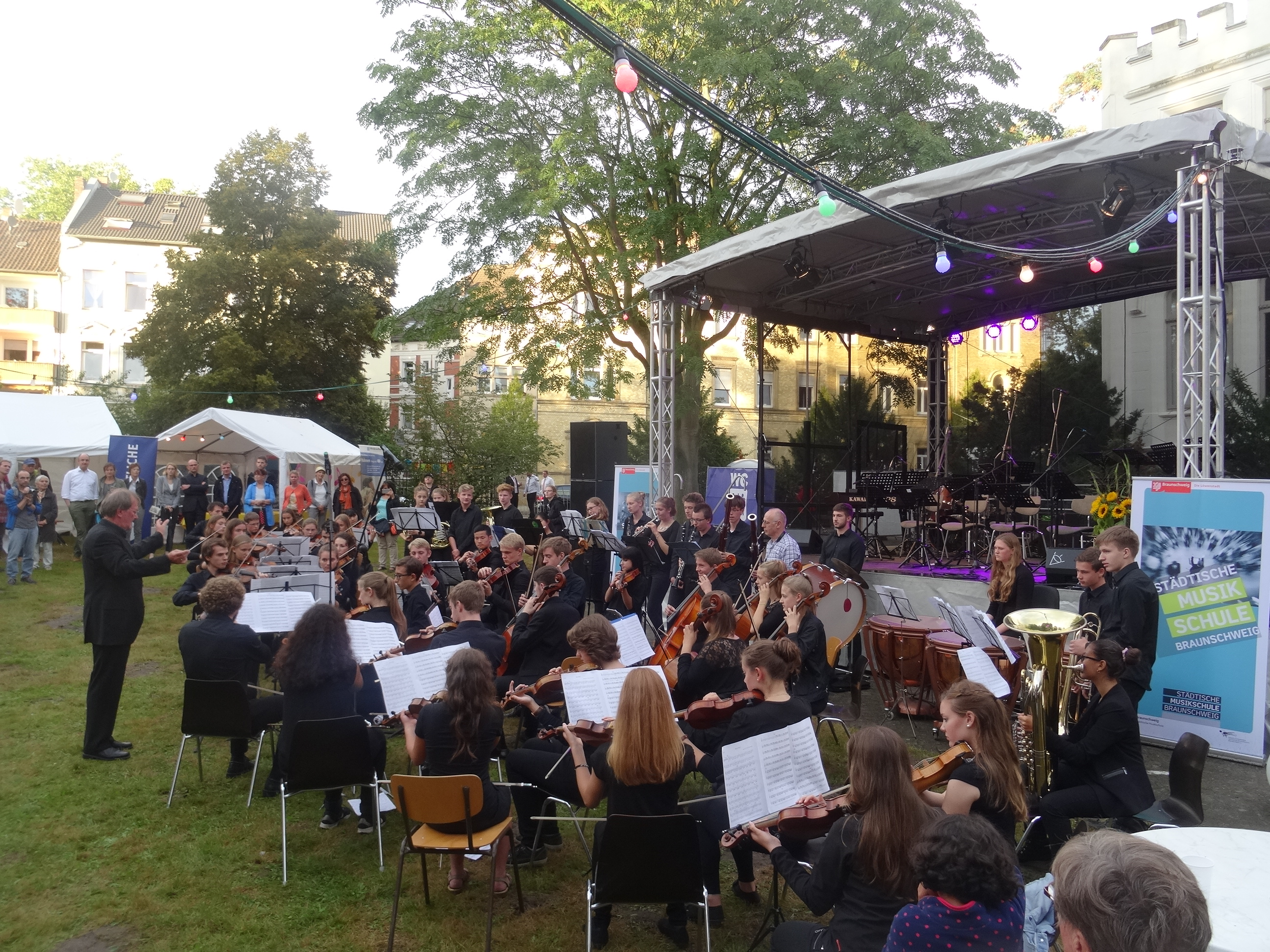
Das JSO unter Leitung von Knut Hartmann beim Sommerfest 2016

Das Jugend-Sinfonie-Orchester der Städtischen Musikschule Braunschweig (JSO) ist ein deutsches Jugendsinfonieorchester, das sich insbesondere der Interpretation zeitgenössischer Orchesterwerke verschrieben hat, um damit einen Beitrag zur Vermittlung von klassischer, romantischer und moderner Musik an junge Musiker und das Publikum zu leisten.

## Geschichte
Ca. 1950 wurde ein Musikschul-Orchester gegründet, aus dem das heutige Jugend-Sinfonie-Orchester (JSO) hervorging. Seine Mitgliederzahl schwankt zwischen 50 und 80 Musikern. Die Besetzung wechselt ca. alle 5 – 6 Jahre komplett.
Seit 1991 vertrat das JSO sieben Mal Niedersachsen als Sieger des Landesorchesterwettbewerbs beim alle vier Jahre ausgerichteten Deutschen Orchesterwettbewerb. Es hat sich dabei regelmäßig unter den fünf besten Jugendsinfonieorchestern Deutschlands platziert und bekam jedes Mal den Sonderpreis für die Interpretation eines zeitgenössischen Werkes zugesprochen. Zuletzt gelang dies im Mai 2016 in Ulm mit dem Orchesterstückes „Karanga“ von Maximilian Guth.

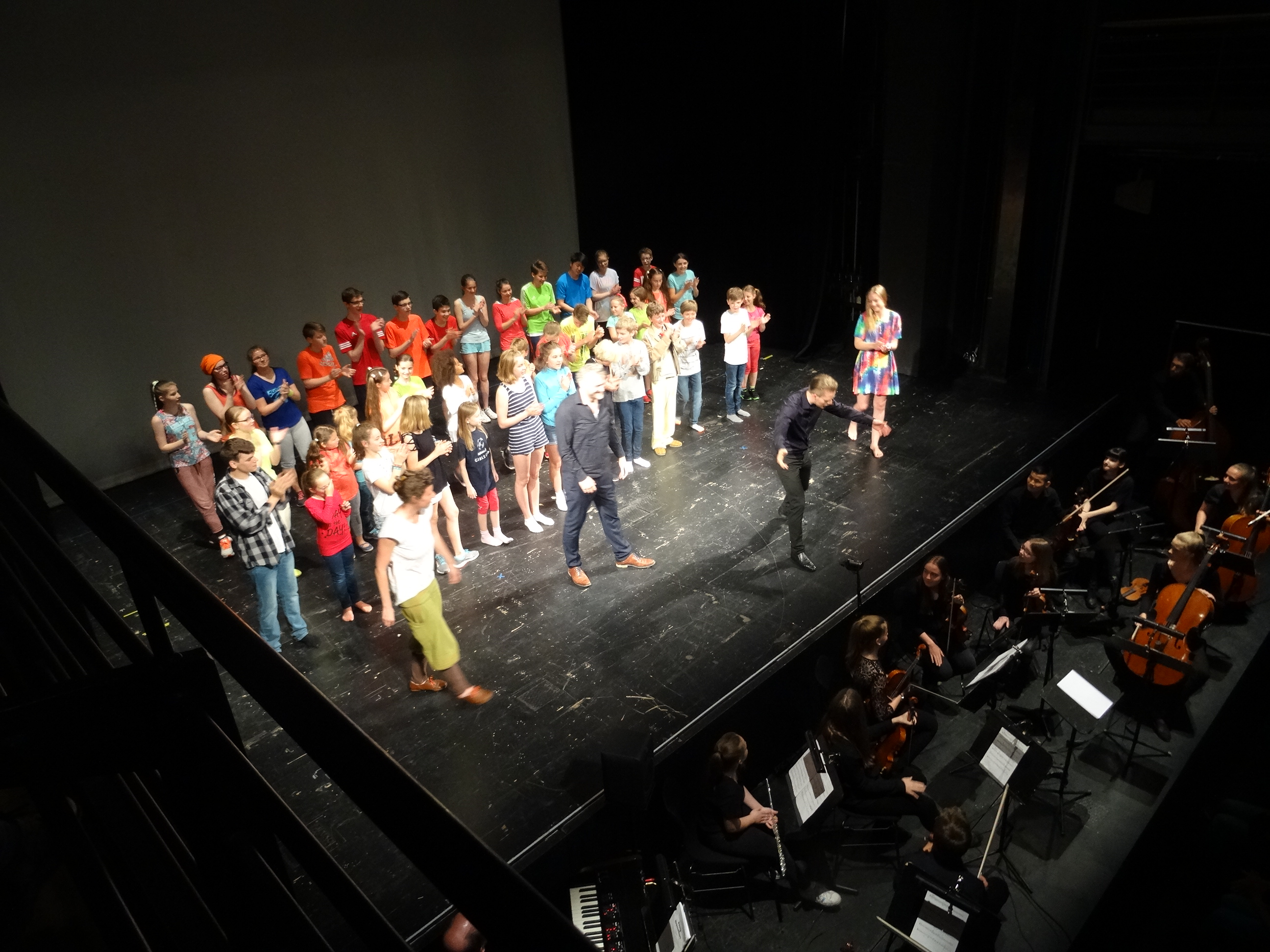
JSO unter Gastdirigent Christopher Hein mit Jugendchor Belcanto und Spielkreis des Staatstheaters Braunschweig

Das Orchester gestaltet jedes Jahr das Eröffnungskonzert zu den Braunschweiger Musikschultagen, das mit ca. 600 Teilnehmern das größte Nachwuchsmusikfestival Braunschweigs ist, das Konzert zum Neuen Jahr in Wolfsburg, das traditionelle Konzertfest zum Karneval sowie Sonder- und Benefizkonzerte. Es tritt auch im Staatstheater Braunschweig im Rahmen von Kinderkonzerten oder Jugendtheaterstücken auf.
Zu den größten Aufführungen zählen das Deutsche Requiem von Johannes Brahms 2007 mit dem Landesjugendchor Niedersachsen, das Concerto for Group and Orchestra des Deep-Purple-Keyboarders Jon Lord, Bruckners 4. Sinfonie sowie die Sinfonien 2 und 3 von Brahms und die Sinfonien 2 und 6 von Beethoven.
Seit 2020 leitet In-Kun Park das Jugend-Sinfonie-Orchester.